# خط الفرع

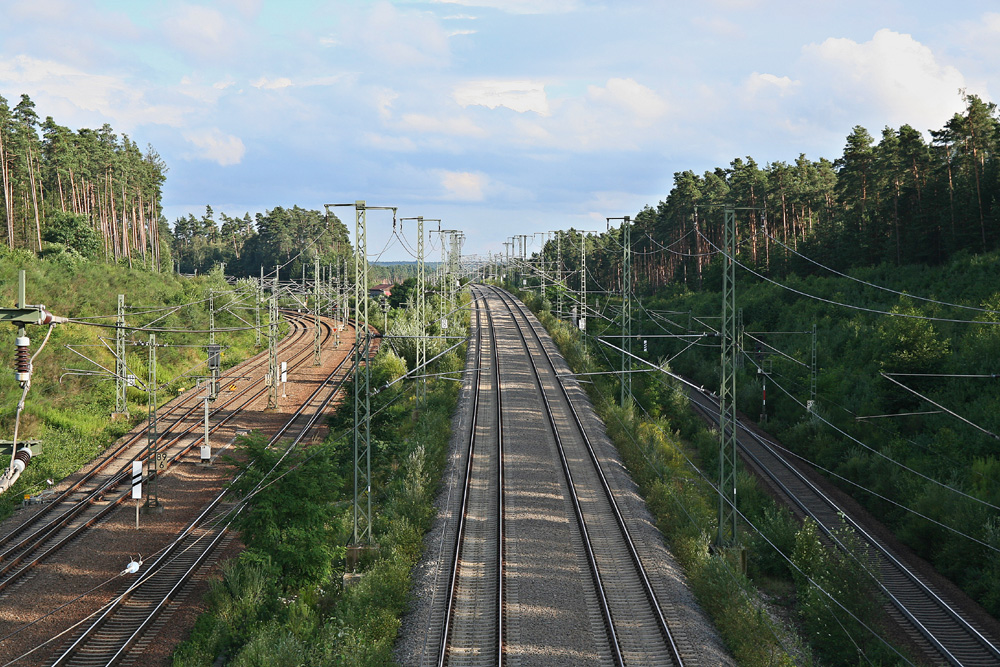
وصلة سكك حديدية بين سكك حديد نورمبرج وميونخ عالية السرعة وشبكة السكك الحديدية التاريخية في ألمانيا.

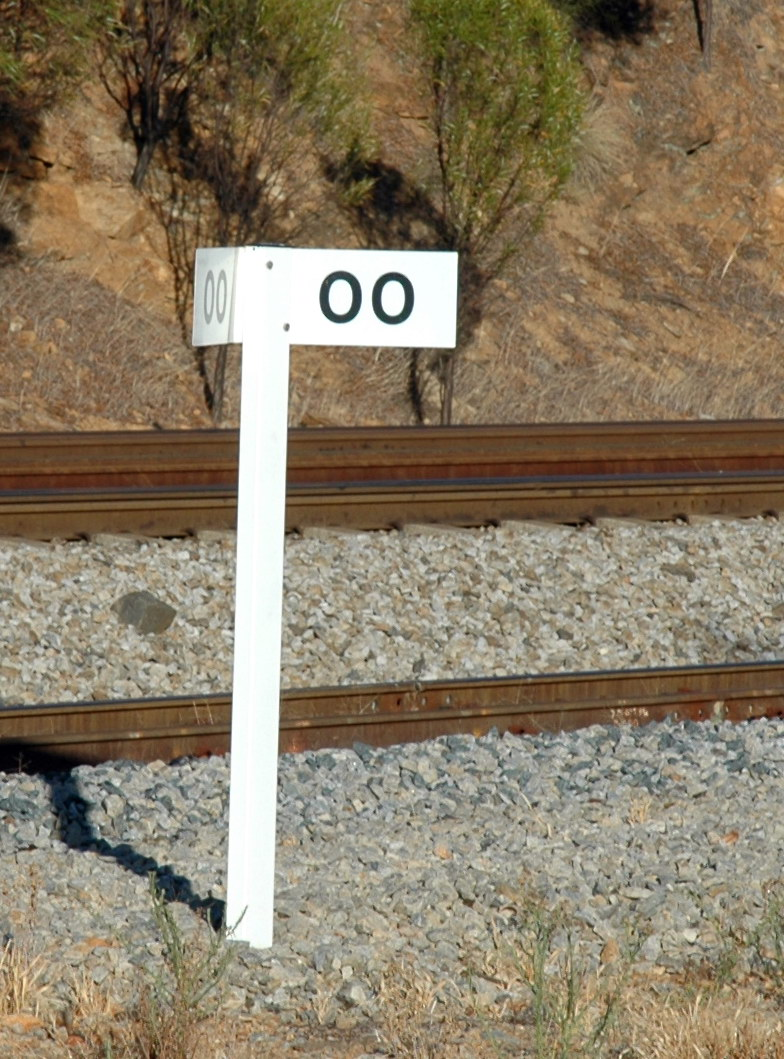
يمثل "الوتد البالغ طوله 0 كيلومترًا" بداية خط فرعي في غرب أستراليا.

الخط الفرعي (بالإنجليزية: Branch line)‏ هو خط سكة حديد ثانوي يتفرع من مسار أكثر أهمية، وعادة ما يكون خطًا رئيسيًا. خط فرعي قصير جدًا قد يسمى خط توتنهام.

## توتنهام الصناعي
الحافز الصناعي هو نوع من المسار الثانوي مستخدم من قبل خطوط السكك الحديدية للسماح للعملاء في موقع ما بتحميل وتفريغ عربات السكك الحديدية دون التدخل في عمليات السكك الحديدية الأخرى.
يمكن أن تختلف النتوءات الصناعية اختلافًا كبيرًا في الطول وقدرة عربة السكك الحديدية اعتمادًا على متطلبات العميل الذي يخدمه المحفز. في المناطق الصناعية بشكل كبير، ليس من غير المألوف أن يكون لمحفز صناعي واحد جوانب متعددة للعديد من العملاء المختلفين. عادة، تخدم توتنهام القطارات المحلية المسؤولة عن جمع أعداد صغيرة من عربات السكك الحديدية وتسليمها إلى ساحة أكبر، حيث يتم فرز عربات السكك الحديدية هذه وإرسالها في قطارات أكبر مع سيارات أخرى متجهة إلى مواقع مماثلة. بسبب أن النتوءات الصناعية تتمتع عمومًا بسعة وحركة مرور أقل من الخط الرئيسي، فإنها تميل إلى الحصول على معايير صيانة وإشارات أقل (التحكم في القطار).
قبل ظهور النقل بالشاحنات لمسافات طويلة في أوائل الثلاثينيات، كانت السكك الحديدية هي الوسيلة الأساسية للنقل في جميع أنحاء العالم. تم بناء صناعات ذلك العصر بشكل شائع على طول خطوط السكك الحديدية خصيصا للسماح بسهولة الوصول إلى الشحن. كانت النتوءات الصناعية القصيرة (التي تقل عن ميل واحد، وفي كثير من الأحيان عدة مئات من الياردات) ذات سعات صغيرة جدًا (أقل من عشر سيارات) مشهدًا مألوفًا على طول خطوط السكك الحديدية في المدن الصناعية والريفية على حد سواء. مع تحسن تكنولوجيا السيارات والطرق خلال أوائل القرن العشرين ومنتصفه، تم التخلي عن معظم تحفيز الصناعة ذات الحجم المنخفض لصالح زيادة المرونة والادخار الاقتصادي للشاحنات. اليوم، لا تزال السكك الحديدية الطريقة الأكثر اقتصادا لشحن كميات كبيرة من المواد، وهي حقيقة تنعكس في توتنهام الصناعي. تخدم معظم توتنهام اليوم الصناعات الكبيرة جدًا التي تتطلب مئات، إن لم يكن الآلاف، من حمولات السيارات سنويًا.

## حول العالم

### أوروبا

#### المملكة المتحدة
تم إغلاق العديد من خطوط السكك الحديدية البريطانية نتيجة «فأس الزان» في الستينيات، على الرغم من إعادة فتح بعضها كسكك حديدية تراثية.
أصغر خط فرعي لا يزال قيد التشغيل في المملكة المتحدة هو Stourbridge Town Branch Line من Stourbridge Junction إلى Stourbridge Town . تعمل على مسار واحد، ويبلغ طول الرحلة 0.8 ميل (1.3 كيلومتر) ويستغرق القطار حوالي دقيقتين ونصف الدقيقة لإكمال رحلته.

### أمريكا الشمالية

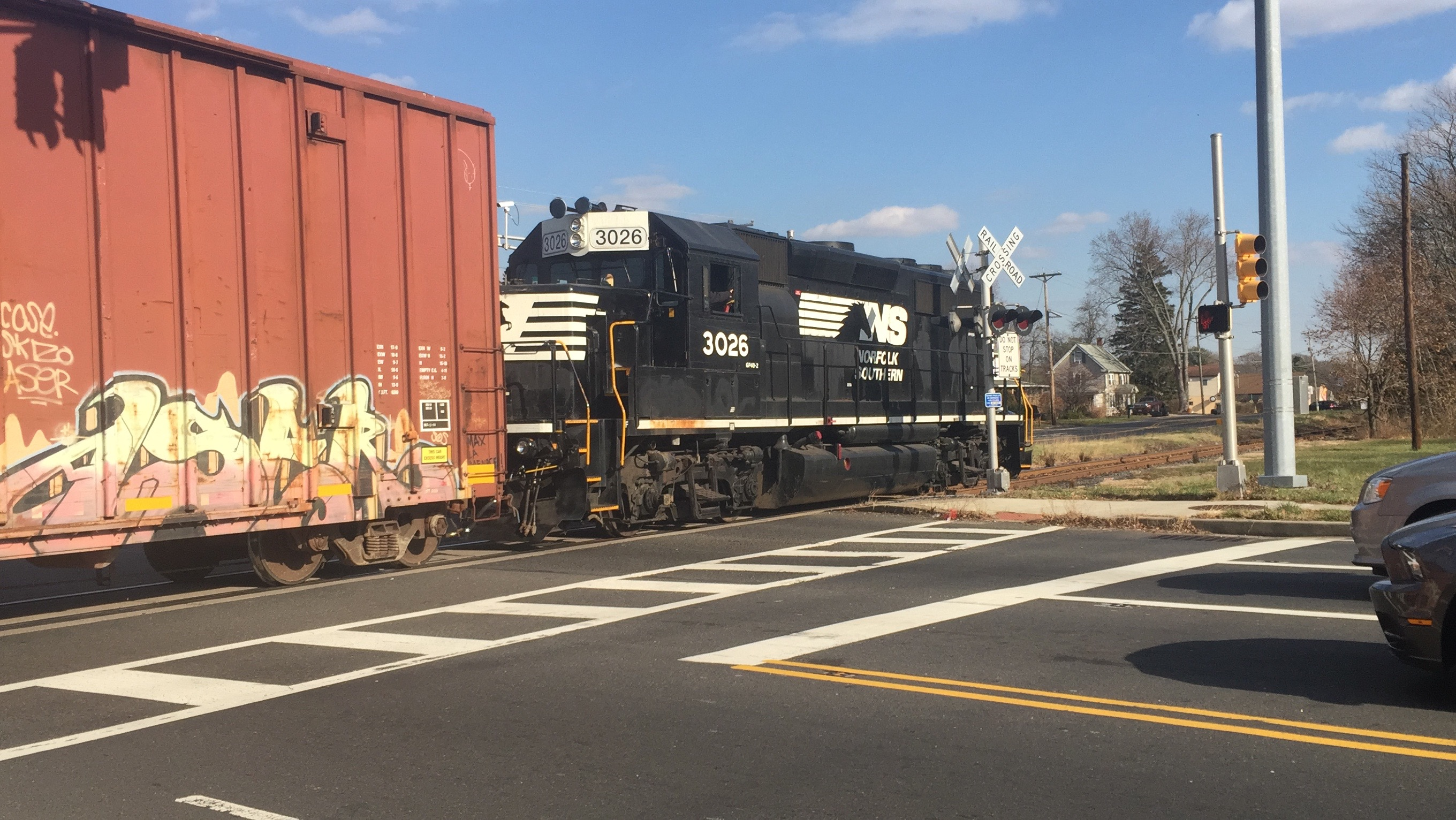
يعد Hainesport Industrial Track لشركة Conrail Shared Assets Operations مثالًا رئيسيًا على خط فرع الشحن. يرى هذا الخط قطار شحن قصيرًا واحدًا يوميًا في المقام الأول لخدمة مصنع الورق والمنتزه الصناعي وساحة الخشب في Mount Laurel و Hainesport و Mount Holly ، New Jersey ، على التوالي. أقرب خط سكة حديد رئيسي هو ما يقرب من ستة أميال (9.65 كم) من مكان التقاط هذه الصورة.

في أمريكا الشمالية، غالبًا ما تُباع الخطوط الفرعية قليلة الاستخدام عن طريق خطوط السكك الحديدية الكبيرة لتصبح خطوط سكك حديدية قصيرة جديدة للناقل المشترك. في جميع أنحاء الولايات المتحدة وكندا، تربط الخطوط الفرعية المدن الصغيرة البعيدة جدًا عن الخط الرئيسي ليتم تقديمها بكفاءة، أو لخدمة موقع صناعي معين مثل محطة الطاقة إما بسبب موقع بعيد عن الخط الرئيسي أو لتقليل الازدحام. تم بناؤها بالأساس وفقًا لمعايير أقل، باستخدام قضبان أخف وطرق ضحلة عند مقارنتها بالخطوط الرئيسية.

#### كندا
يتعلق جزء كبير من تاريخ الخطوط الفرعية في كندا بتكتلات النقل بالسكك الحديدية الكبيرة (مثل Grand Trunk أو Canadian National أو Canadian Pacific) التي ستحصل على خطوط سكك حديدية قصيرة مستقلة سابقًا لاستخدامها كخطوط فرعية، مع استمرار وجود الخط القصير في كثير من الأحيان كخطوط فرعية. شركة فرعية. على سبيل المثال، عندما استحوذت منطقة المحيط الهادئ الكندية على خط سكة حديد ألغوما الشرقي (خط قصير) في عام 1930،  :373بعد فترة وجيزة تخلت عن الكثير من الخط الرئيسي الشرقي ألغوما، لكنها احتفظت بأقسام قريبة من تقاطعات ألغوما الشرقية - الكندية في المحيط الهادئ كخطوط فرعية قصيرة أو توتنهام. :374
قدم قانون النقل الوطني لعام 1967 إعانات حكومية لخطوط الفروع. :2عمل تطوير السكك الحديدية الغربية في كندا بالتنسيق مع تسوية الأراضي والزراعة، حيث تم توطين الرواد بالقرب من خطوط السكك الحديدية، غالبًا على الأرض التي كانت تمتلكها السكك الحديدية. ومع ذلك، بحلول منتصف القرن العشرين، بدأت السكك الحديدية في إهمال الخطوط في المناطق الزراعية الغربية. كان هذا مدفوعًا تاريخيًا بعوامل مثل معدل الغراب، الذي ينظم أسعار السكك الحديدية التي يمكن أن تفرض رسومًا على شحن الحبوب. لم يكن لدى السكك الحديدية حافز كبير للاستثمار في خطوط فرع البراري الريفية، لكنها لم تكن قادرة قانونًا على التخلي عنها بموجب قانون النقل الوطني ، الذي لم يقدم أيضًا دعمًا لنقل الحبوب، وبدلاً من ذلك سمح للسكك الحديدية بامتصاص دعم الخطوط الفرعية بحرية دون بذل جهد تحسين ربحية الخطوط. :2بدأ استخدام مصطلح «خطوط الفروع المعتمدة على الحبوب» منذ عام 1978 للإشارة إلى الحالة الخاصة لهذه الخطوط الفرعية في المناطق الزراعية التي تعتمد جدواها على اقتصاديات نقل الحبوب. عالج قانون نقل الحبوب الغربية لعام 1983 هذه الحالة على وجه التحديد، ولكن تم إلغاؤه في عام 1994 في أعقاب اتفاقية التجارة الحرة لأمريكا الشمالية ومبادرات موازنة الميزانية لصالح دفع تعويضات لمرة واحدة من قبل الحكومة الفيدرالية مباشرة إلى المزارعين، للترتيب نقل الحبوب بأنفسهم. من منتصف السبعينيات إلى أواخر 2010، أكثر من 9,300 كيلومتر (5,800 ميل) من خطوط فرع البراري تم التخلي عنها أو توقف الخدمة. :10
في مقال نُشر عام 2018، سلط الباحث في الدراسات الثقافية دارين بارني الضوء على التأثير السلبي لإغلاق المصاعد الفرعية ومصاعد الحبوب على مجتمعات البراري. ويحدد مصاعد الحبوب ذات الخطوط الفرعية على أنها معالم مجتمعية وأماكن تجمع طبيعي، ويربط انحدارها وخطوطها الفرعية بانحدار البلدات المجاورة. :8–9ويشير إلى أن مصاعد البلد الصغيرة والأقدم مصممة لخدمة دائرة نصف قطرها 15 كيلومتر (9.3 ميل) وفرت إمكانية وصول أكبر للمزارعين،  :7والتوحيد حول مصاعد الخط الرئيسي الكبيرة والحديثة المصممة لخدمة نصف قطر 100 كيلومتر (62 ميل) لم ينقل مزايا اجتماعية ومجتمعية مماثلة أو إحساسًا بالملكية، مع زيادة الاعتماد أيضًا على الوسطاء في صناعة النقل بالشاحنات. :9ينتقد بارني ما يسميه الروايتان السائدتان حول التخلي عن الخط الفرعي، «التقدم» و «الحنين إلى الماضي»،  :11وبدلاً من ذلك يسلط الضوء على المبادئ التعاونية لحركة بركة القمح والنضال التاريخي للسيطرة على المصاعد الريفية من قبل المزارعين أنفسهم،  :13مع ارتباط خسارتهم بزيادة نسبة الشركات في تجارة الحبوب الكندية وتأثير الشركات متعددة الجنسيات. :14يلخص بارني أيضًا إنشاء مجموعة Battle River Producer Car Group ، التي نظمت بشكل تعاوني تحميل المنتجين لسيارات الحبوب، وتحولها إلى سكة حديد Battle River ، وهي تعاونية للسكك الحديدية قصيرة الخط، تقوم بتشغيل قسم CN Battle River الفرعي بشكل مستقل بعد ذلك. بيع بواسطة CN. :20
قال ديفيد بليث هانا، أول رئيس للسكك الحديدية الوطنية الكندية، إنه على الرغم من أن معظم الخطوط الفرعية لا تستطيع دفع تكاليفها، إلا أنها ضرورية لجعل الخطوط الرئيسية تدفع.

#### الولايات المتحدة
في الولايات المتحدة، كان التخلي عن خطوط الفروع غير المنتجة نتيجة ثانوية لتحرير صناعة السكك الحديدية من خلال قانون Staggers .
فرع برينستون هو خط سكة حديد للركاب وخدمة مملوكة ومدارة من قبل New Jersey Transit (NJT) في ولاية نيو جيرسي الأمريكية. الخط هو فرع قصير من خط الممر الشمالي الشرقي، ويمتد من تقاطع برينستون شمال غربًا إلى برينستون بدون توقفات تتوسطه. يُعرف أيضًا باسم "Dinky Line"، على بعد 2.9 ميل (4.7 كم) وهو أقصر خط سكة حديد للركاب مجدول في الولايات المتحدة. تستغرق الجولة 4 دقائق و 47 ثانية.
بخلاف خط برينستون، فإن خطوط الفروع الأخرى الباقية تشمل فرع جلادستون في نيو جيرسي؛ وكذلك فرع نيو كنعان، وفرع دانبري، وفرع ووتربري في ولاية كونيتيكت. يشير طريق Long Island Rail Road أيضًا إلى خدماته على أنها «فروع».

### أمريكا الجنوبية

#### تشيلي
في تشيلي، هناك الكثير من الخطوط الفرعية على خطها الرئيسي، ولا يزال عدد قليل منها يعمل. معظمها تعمل فقط في الخدمات السياحية (مثل خط Antilhue-Valdivia الفرعي)، وقد تم الاستيلاء على البعض الآخر بواسطة خطوط سكك حديدية أخرى (مثل خط فرع San Rosendo-Talcahuano ، الذي تم الاستيلاء عليه من قبل Biotrén وخدمة قطار Laja-Talcahuano)، هناك خط فرعي واحد لا يزال يعمل بكامل طاقته. الخط الفرعي Talca-Constitución ، والذي يستخدم القطارات بمحركات الحافلات.

### آسيا

#### هونج كونج
تم بناء امتدادين لشبكة النقل السريع MTR كفروع للخطوط الحالية: خط Lok Ma Chau Spur إلى محطة Lok Ma Chau ، التي افتتحت في عام 2007 ؛ وخط South Tseung Kwan O Spur إلى محطة LOHAS Park ، تم افتتاحه في عام 2009.
في وقت سابق، تم بناء خط تحفيز في عام 1985 على خط السكك الحديدية الشرقية لخدمة محطة مضمار السباق، متجاوزًا محطة فو تان.
أيضًا، تم بناء امتداد Tsim Sha Tsui [yue] في عام 2004 على خط السكك الحديدية الشرقية لخدمة محطة East Tsim Sha Tsui. ومع ذلك، بعد اكتمال Kowloon Southern Link في عام 2009، تحول خط الحافز هذا إلى قسم من خط West Rail.
تشمل الخدمات المتوقفة سكة حديد شا تاو كوك وفرع وو هوب شيك.
تم اقتراح خط تحفيز إلى Siu Sai Wan.

#### سنغافورة
يحتوي الخط الشرقي الغربي لنظام مترو الأنفاق في سنغافورة على فرع من محطتين إلى مطار شانغي. افتتحت المحطة الأولى، إكسبو، في عام 2001. تم توسيعه إلى محطة مطار شانغي في العام التالي.
من عام 1990 إلى عام 1996، تم تشغيل قسم الخط الشمالي الجنوبي بين محطتي جورونغ إيست وتشوا تشو كانغ كخط منفصل، يُعرف باسم خط الفرع. تم دمجه في خط الشمال الجنوبي مع افتتاح توسعة وودلاندز في عام 1996. خط منطقة جورونغ المستقبلي وخط كروس آيلاند سيكون لهما أيضًا خطوط فرعية.

### أستراليا

#### نيوزيلاندا
كان لنيوزيلندا ذات يوم شبكة واسعة جدًا من الخطوط الفرعية، خاصة في مناطق الجزيرة الجنوبية في كانتربري وأوتاغو وساوثلاند . تم بناء العديد منها في أواخر القرن التاسع عشر لفتح مناطق داخلية للزراعة والأنشطة الاقتصادية الأخرى. كانت الفروع في مناطق الجزيرة الجنوبية غالبًا خطوطًا للأغراض العامة تحمل في الغالب حركة مرور زراعية، ولكن الخطوط في أماكن أخرى غالبًا ما يتم بناؤها لخدمة مورد معين: على الساحل الغربي، تم بناء شبكة واسعة من الخطوط الفرعية في تضاريس وعرة لخدمة الفحم المناجم، بينما في وسط الجزيرة الشمالية وخليج بلنتي، تم بناء خطوط داخلية لتوفير الوصول بالسكك الحديدية إلى عمليات قطع الأشجار الكبيرة.
اليوم، تم إغلاق العديد من الخطوط الفرعية، بما في ذلك جميع الخطوط القطرية للأغراض العامة تقريبًا. تلك التي بقيت تخدم الموانئ أو الصناعات البعيدة عن الخطوط الرئيسية مثل مناجم الفحم وعمليات قطع الأشجار ومصانع الألبان الكبيرة ومصانع الصلب. في أوكلاند وويلينجتون، يوجد خطان فرعيان في كل مدينة فقط لقطارات الركاب. لمزيد من المعلومات، راجع قائمة خطوط السكك الحديدية في نيوزيلندا.